# Hugo Kołłątaj
Hugo Kołłątaj (Volinia, 1º aprile 1750 – Varsavia, 28 febbraio 1812) è stato un politico, scrittore, filosofo, storico e sacerdote cattolico polacco.
Rampollo di famiglia benestante, Kołłątaj iniziò i suoi studi in Polonia, a Pinczów e a Cracovia, per proseguirli poi a Vienna e a Roma, dove nel 1774 venne ordinato sacerdote. Proprio in Italia entra in contatto con le idee dell'Illuminismo italiano, dalle quali fu profondamente influenzato.
Tornato in patria, divenne canonico a Cracovia dove si dedicò all'insegnamento e alla riforma del sistema educativo. Molto attivo nella ricostruzione del sistema scolastico del suo Paese, Kołłątaj non abbandonò mai la cattedra dove insegnò una pluralità di materie: dalla letteratura polacca alle scienze naturali.
Nella sua opera di riformatore aprì le porte dell'Accademia ai figli della borghesia. Dal 1782 fu rettore dell'Accademia di Cracovia, della quale cercò instancabilmente di elevare il livello di insegnamento in modo da fare dell'antico ateneo una delle migliori università europee. 
Estremamente attivo in campo politico, fu uno dei maggiori esponenti del Partito Patriottico (Stronnictwo Patriotyczne) ed espose il suo programma nei trattati Diverse lettere anonime a Stanisław Małachowski (1788-1789) e ne La legge politica della nazione Polacca (1790).
Coautore della Costituzione del 3 maggio, tra il 1791 e il 1792 servì come Kanclerz (Vicecancelliere della Corona, o Podkanclerzy Koronny). Intorno a lui si creò un gruppo di intellettuali che diffuse le idee nuove dell'Illuminismo, e nella Costituzione stessa seppe mediare tra le istanze monarchico-costituzionali di Stanisław August Poniatowski e le spinte repubblicane incarnate da Potocki: sue furono l'idea dell'abbattimento del potere magnatizio con l'abolizione del "liberum veto", l'universalità delle tasse, la liberazione dei contadini dalle corvées a favore dei canoni d'affitto, il riconoscimento di maggiori diritti alla borghesia, il principio dell'ereditarietà del trono.
Nel 1791 fu animatore del movimento "Assemblea degli amici della costituzione", che viene considerato come il prototipo del moderno partito politico in Polonia. In questo periodo si dedicò attivamente alla stesura di una costituzione economica che doveva concretizzare i principi stabiliti nella più universale e generica Costituzione del 3 maggio.
A seguito dell'intervento russo nella Guerra in difesa della Costituzione (1792) Kołłątaj si schierò attivamente con Tadeusz Kościuszko e contro la Confederazione di Targowica conducendo al contempo le proprie idee su posizioni più radicali. Fuggito da Varsavia in seguito alla caduta del sobborgo di Praga, verrà catturato ed incarcerato.
Il suo nome ricompare al tempo della guerra tra la Russia zarista e la Francia napoleonica come promotore di un accordo con Napoleone. Negli ultimi anni della sua vita si dedicò all'insegnamento.